# Un'avventura di Salvator Rosa
Un'avventura di Salvator Rosa è un film del 1939, diretto da Alessandro Blasetti.

## Trama
Regno di Napoli, XVII secolo. L'oppressione spagnola si fa sempre più cruenta dopo la rivolta popolare capeggiata da Masaniello. Il famoso pittore Salvator Rosa è anche un eroe mascherato che lotta contro la prepotenza e la sopraffazione che i nobili impongono alle classi più povere: il famigerato 'Formica', amico del popolo, abilissimo spadaccino e audacissimo inventore di beffe ai danni del viceré di Napoli e del conte Lamberto di lui consigliere.
A Torniano, dove si reca per trovare un po' di riposo per le sue fatiche, il Rosa, anche lì si trova di fronte alla prepotenza del conte Lamberto, che non solo aspira alla mano della capricciosa duchessa, ma opprime i popolani del contado. Riprende così la maschera del Formica e comincia un pericoloso gioco per battere il conte, con astuzia e azioni incredibili, riesce a salvare molti contadini dalla forca e pure a sventare il matrimonio inviso dal popolo, tra la duchessa di Torniano (molto affascinata dal Formica) e il conte Lamberto; contemporaneamente deve riuscire a conservarsi la fiducia dei sospettosi contadini, ma la destrezza del suo piano e l'abilità della sua tecnica schermistica lo conducono alla vittoria.
La contadina Lucrezia, grande sostenitrice del Formica e innamoratasi di Salvator Rosa, scopre solo alla fine che dietro la maschera del difensore di diritti del popolo, c'è proprio il pittore da lei amato.

## Produzione
Il film fu girato negli stabilimenti di Cinecittà.
Su questo set nacque la celebre «coppia maledetta» Luisa Ferida-Osvaldo Valenti.
La pellicola rappresentò il debutto cinematografico di Rina Morelli.

### Altri tecnici
- Segretario di edizione: Lionello De Felice

## Distribuzione
Il film venne distribuito nel circuito cinematografico italiano il 16 dicembre del 1939.

## Accoglienza
All'epoca il film fu accolto da consensi unanimi. Isani, su Cinema, lo definì «il miglior film italiano prodotto dal 1930 in poi».

### Critica
- "[...] Il film è senza dubbio uno dei più riusciti della nostra cinematografia: vorremmo dire il più riuscito se il regista Blasetti non si fosse troppo preoccupato di quello che è il suo antico chiodo, la macchina da presa, le "belle" fotografie. [...] la recitazione è stata, si può dire superiore persino al film. Qui bisogna subito dire che Gino Cervi ha reso il personaggio con un gusto e una severità rare; né da meno è stata Rina Morelli benissimo addobbata nei suoi abiti velasqueziani, quest'attrice sembra avere assorbito tutta l'esperienza delle grandi "sophisticated" americane e avervi aggiunto una sua particolare dote di italiana delicatezza. Luisa Ferida, non è stata inferiore e i suoi periodici ruggiti veramente piacevoli[...]". (E. Flaiano, Cine Illustrato, 21 febbraio 1940)